# Sergio Sayas López
Sergio Sayas López   (Buñuel, 6 de juliol de 1979) és un polític navarrès pertanyent a la Unió del Poble Navarrès (UPN), diputat per Navarra en les XIII i XIV legislatures. Llicenciat en Filologia Hispànica per la Universitat de Navarra, va ser regidor per UPN en l'Ajuntament de Berriozar de 2003 a 2011. Va ser diputat del Parlament de Navarra del 2007 fins al 2019. El 2019, va ser cap de llista de la coalició Navarra Suma al Congrés dels Diputats, després de l'acord entre UPN, Ciutadans i Partit Popular de Navarra.